# Vongshøj
Vongshøj ist mit 62 m die höchste Erhebung der Løgumbjerge im westlichen Teil Nordschleswigs im Süden Dänemarks, drei Kilometer nordwestlich des Ortszentrums von  Løgumkloster. 
Im Ersten Weltkrieg wurde auf dem Gipfel von deutschen Streitkräften eine Signalstation errichtet, die 1923 in den noch heute dort befindlichen Aussichtsturm umgewandelt wurde.